# 余欣荣
余欣荣（1959年6月—），男，汉族，江西樟树人，中华人民共和国政治人物。南昌大学哲学系哲学专业毕业，南京农业大学土地资源管理学院土地税源管理专业研究生学历，管理学博士学位。中国共产党十六大、十七大、十八大、十九大代表，第十七届中央委员会候补委员、第十八届中央纪律检查委员会委员，第十三届全国政协农业和农村委员会委员。

## 生平
1982年12月加入中国共产党。1983年8月参加工作。历任江西省人民政府农村工作办公室副处长、处长、副主任，江西省人民政府副秘书长，省农业厅厅长，中共上饶市委书记、市人大常委会主任等职。2002年12月，当选中共江西省委常委，次年1月兼任中共南昌市委常务副书记主持市委工作，2003年4月正式兼任中共南昌市委书记。
2011年4月，任中共安徽省委常委、安徽省人民政府副省长、党组副书记。
2012年3月，任农业部常务副部长、党组副书记。2018年1月，当选第十三届全国政协委员。同年3月出任改组后的农业农村部副部长、党组副书记。2020年2月10日，国务院任免国家工作人员，免去余欣荣的农业农村部副部长职务。